# Лутц (стрибок)
Лутц (також луц; англ. Lutz) — один із зубцевих стрибків фігурного катання.
Лутц вважається другим за складністю стрибком після акселя.
Найчастіше на лутц заходять із підсікання назад направо (за годинниковою стрілкою). Стрибок виконується з ходу назад із зовнішнього ребра лівої ноги, відштовхом зубця правої ноги. Приземлення здійснюється на праву ногу на хід назад-назовні.
Стрибок був уперше виконаний у 1913 році австрійським фігуристом Алоїзом Лутцом, на честь якого і отримав свою назву.
Подвійний лутц чоловіки-одиночники почали виконувати у 1920-х роках. Потрійний лутц уперше зробив канадець Дональд Джексон на Чемпіонаті світу з фігурного катання 1962 року, за що отримав від суддів 7 найвищих оцінок 6.0 і виграв першість. Вдруге потрійний лутц на офіційних змаганнях було виконано аж за 12 років — НДРвський фігурист Ян Гоффман повторив його на Світовій першості 1974 року і також виграв її. Вставляти потрійний лутц у каскад у короткій програмі найкращі чоловіки-одиночники почали наприкінці 1970-х років.
Жінки-одиночниці почали виконувати лутц у 1930-і роки. У 1942 році канадка Барбара Енн Скотт уперше виконала подвійний лутц. На Чемпіонаті Європи з фігурного катання 1978 року знаменита швейцарська фігуристка Деніз Більманн уперше виконала потрійний лутц, за що першою серед жінок-одиночниць отримала за техніку оцінку 6.0. Потому їй вдалося повторити цей стрибок лише на Чемпіонаті світу 1981 року, де вона стала чемпіонкою. Лише за 10 років (на початку 1990-х років) найсильніші фігуристки-одиночниці почали вставляти в свої короткі програми потрійний лутц у каскад.
1991-го року першу у світі вдалу спробу виконання четверного лутца здійснив на юніорській першості світу вихованець українського тренера Валентина Ніколаєва Василь Яременко. За іншою версією першим у світі тим, хто виконав четверний лутц на офіційних змаганнях, вважається інший представник України Євген Плюта, що стрибнув його кількома роками пізніше на турнірі в Оберсдорфі. Хоча в протоколах перших виконань четверного лутца значиться американець Брендан Мроз, що виконав стрибок на 20 років пізніше за Яременка.